# Sala neomudéjar del Colegio Máximo de Cartuja
La Sala Neomudéjar del Colegio Máximo de Cartuja es una antigua capilla católica jesuita ubicada en el campus de Cartuja. Se encuentra en el centro del Edificio del Colegio Máximo de Cartuja (Granada), perteneciente a la Universidad de Granada, que alberga a las Facultades de Comunicación y Documentación y de Odontología.
Actualmente cuenta con una exposición en la que se recorre su historia, y es un espacio disponible para reservar u organizar eventos.

## Historia
Los jesuitas se establecieron en los terrenos a partir del siglo XVI, siendo posteriormente expulsados durante el reinado de Carlos III en 1767. Posteriormente, con la regencia de María Cristina de Borbón en 1835, la Compañía volvió a instalarse en el área norte de la colinas, dedicándose a la construcción de un complejo de viviendas dedicadas a la investigación científica, culminando en 1902 con la edificación del observatorio de Cartuja. Dividiéndose el terreno en espacios dedicados a la jardinería y la agricultura.
De claro estilo neomudéjar, la capilla se constituyó como un espacio destinado tanto a la oración como a los debates teológicos. En su origen la adornaba una gran cruz y un retablo. La Universidad de Granada adquirió el edificio en 1970, mediante un trueque con la Compañía de Jesús, a cambio de crear la facultad de Teología. Al principio se impartía el grado de Filosofía, posteriormente, en 1980, se impartió Estomatología hasta que adoptó el grado el nombre de Odontología. En 1982 la universidad comenzó a impartir el grado de Biblioteconomía y Documentación, hasta que en 2010, ante el nuevo plan de estudios, impartieron y colocaron allí el grado en Comunicación Audiovisual.

## Arte
Antaño, la capilla albergaba una gran cruz junto a un retablo. Tras su adquisición por la Universidad de Granada, se ha llevado a cabo una reparación de sus cubiertas, así como una importante limpieza del espacio.
Las vidrieras de sus ventanas juegan con la luz para transformarla en una luz de aspecto “divino”. Estas han tenido que ser también reparadas para corregir imperfecciones como la colocación incorrecta de algunas de sus piezas. La encargada de tanto su restauración como la de los lienzos interiores ha sido la empresa Julia Ramos Restauración del Patrimonio S.L. En el caso de las vidrieras también ha colaborado la Cristalería Puente Verde.

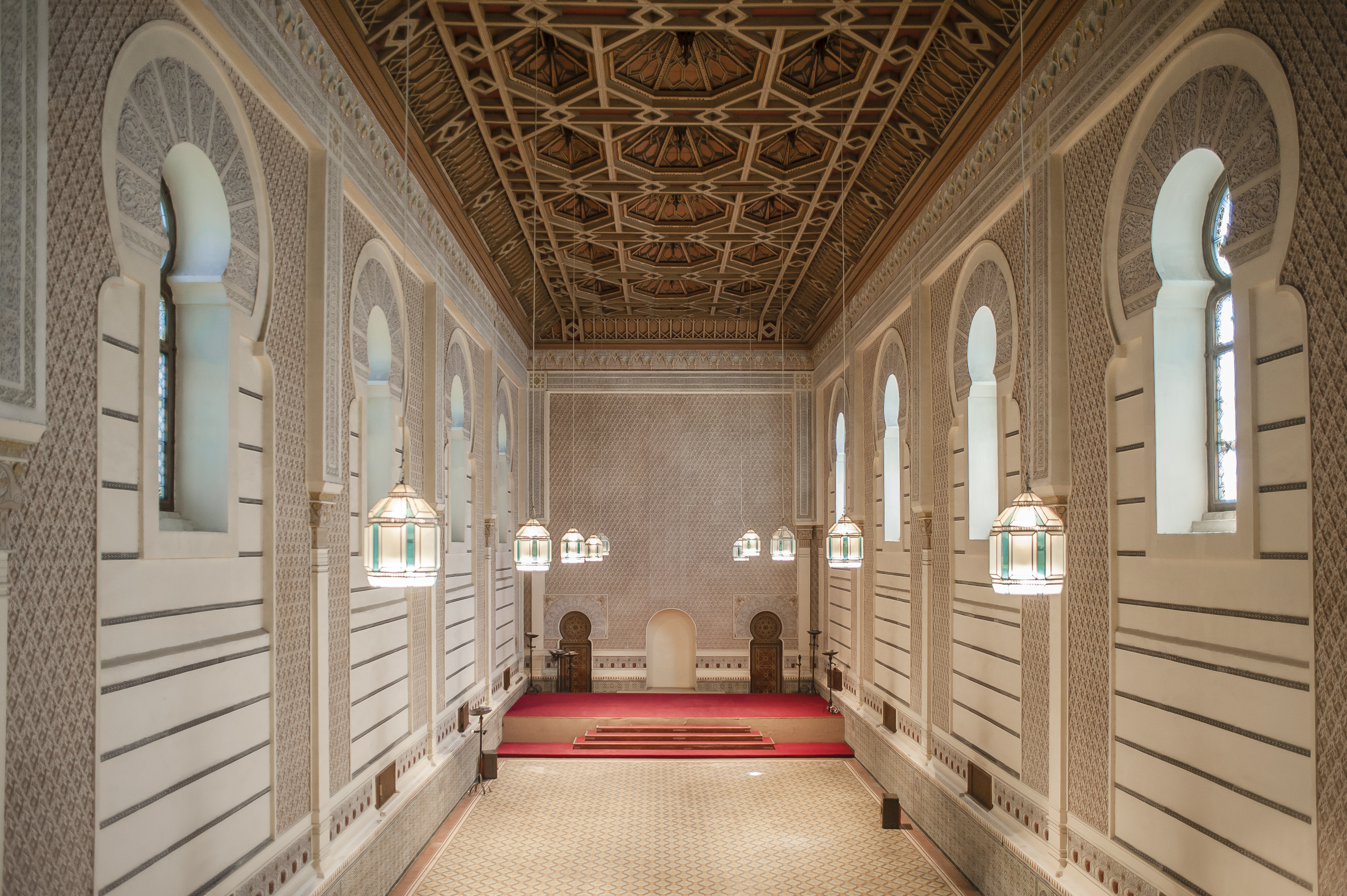
Vista general de la Sala desde altura

Para la restauración llevada a cabo entre los meses de enero y septiembre del año 2019, cabe señalar que se emplearon maderas traídas del desastre del huracán Katrina, madera antigua que no ceda ante la fuerza de la cubierta de la capilla. Las vigas antiguas del espacio pueden pesar más de 500 kilos, y su madera original es de pino rojo gallego. Resulta curioso también señalar que, previo a la restauración, se produjeron movimientos que pedían la demolición de su edificio ante el mal estado en el que se encontraba.
De la entrada superior de la capilla se tomó la puerta neomudéjar que hoy sirve en el acceso al salón rojo de rectores del Hospital Real, que también pertenece a la Universidad de Granada. En su lugar original se encuentra ahora una copia de la misma.

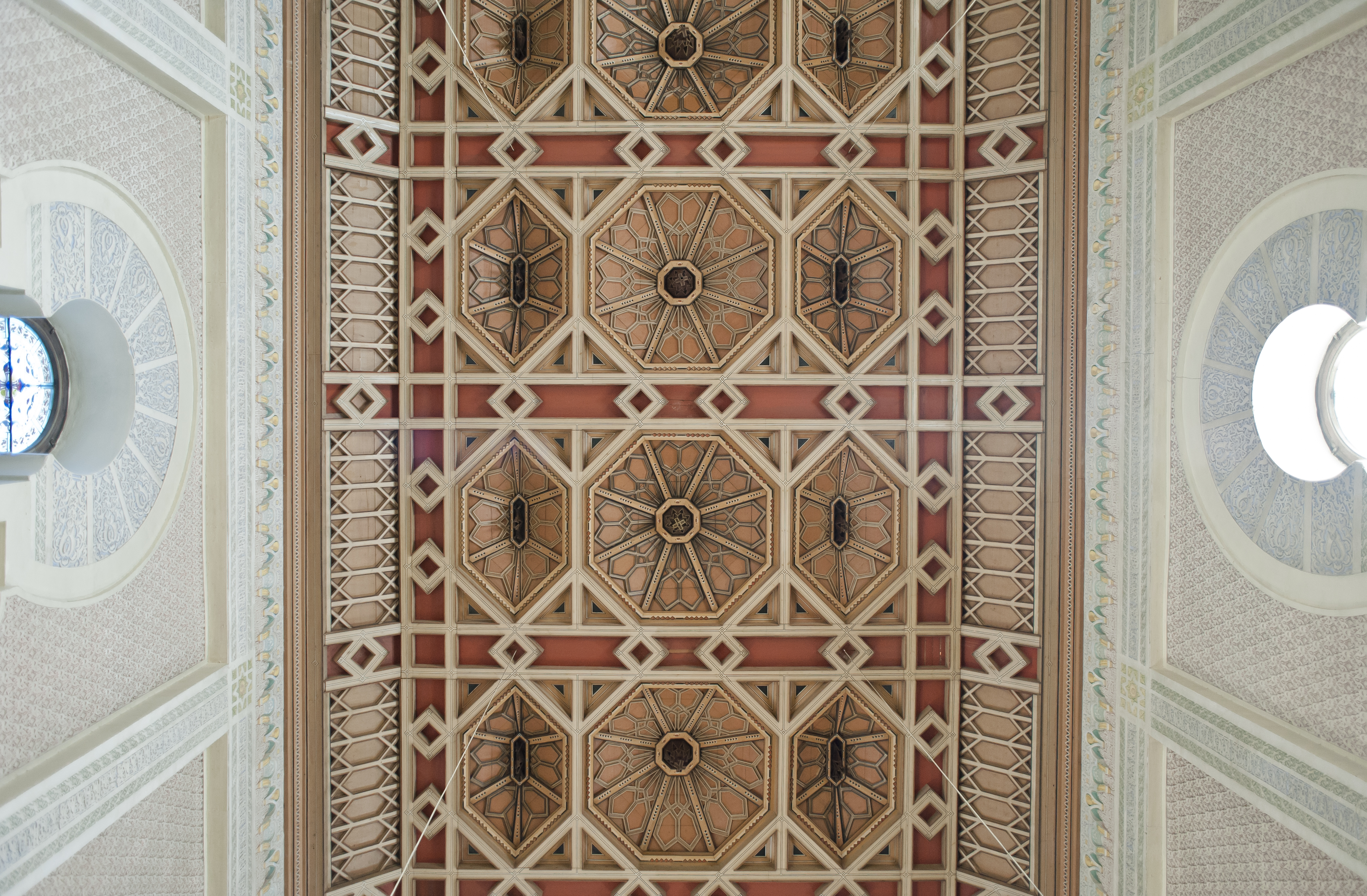
Artesonado de la Sala

En sus muros pueden observarse complejos alicatados con decoraciones en los zócalos, incluyéndose en el centro de cada baldosa de cerámica el lema de la Compañía de Jesús. Sobre el zócalo los paramentos son decorados mediante una organización que transcurre verticalmente, junto a pilastras y yeserías de aspecto inspirado en la Alhambra que se alternan con vidrieras dentro de vanos con forma de herradura. Bajo dichos vanos, cuando tenía usos religiosos, se encontraban ahí retablos con pinturas de diversos autores. Al igual que en el caso de los azulejos presentes, las yeserías presentan una mezcla de las estéticas islámica y cristiana. Inspirado en el estilo islámico es también el suelo, que presenta formas “lobuladas” de colores beige y ocre. En un extremo de la sala preside el altar de madera, donde se encontrara el Sancta Sanctorum. Se halla en la sala también una cubierta de madera policromada con forma de artesa invertida dividida en tres porciones, formadas las laterales por hexágonos y la central por octógonos. Sobre el acceso a la sala se halla el área del coro, conectado con la biblioteca del edificio. Existen cercanos a este área espacios destinados a la asistencia a los actos litúrgicos desde espacios más apartados.
Desde el año 1983, el edificio que alberga la sala Neomudéjar, el Colegio Máximo Cartuja, está registrado como Bien de Interés Cultural.